# 一広
一広株式会社（いちひろ）は、愛媛県今治市八町西に本社を置くタオルメーカー。

## 概要
1974年に越智逸宏が織機6台で創業した。現在では国内・中華人民共和国（大連市）・ベトナムに製造拠点を持ち、2020年12月現在124台の織機を擁し、デザインから染色、プリントに至るまですべての工程をグループで行っている。
一広を中核とするグループ会社で「タオル美術館グループ」を形成しており、グループでタオル製品等の製造・卸売・小売を手がけておりSPA体制（製造小売業）を標榜している。グループ会社のタオル美術館ではタオル専門店「タオル美術館」を全国の百貨店・ショッピングセンターなどに展開している。
2000年4月には愛媛県今治市内の約3万坪の敷地にタオルとアートの融合をテーマとした観光施設「タオル美術館ASAKURA」（後にタオル美術館ICHIHIROに改称）を開館。設立以来、年間平均約28万人が来館する観光施設となっている。

## 沿革
- 1971年8月 - 越智逸宏、織機6台より操業開始[3]
- 1974年1月 - 「一広タオル工業株式会社」設立。
- 1979年 - 東村工場を新設。
- 1981年 - 本社事務所・流通センター完成。
- 1983年
  - 1月 - 株式会社ヤスノリ（現・TTL）を設立、丸井染工株式会社を子会社化。
  - 8月 - 朝倉工場を新設（第一期工事）。
- 1984年10月 - 朝倉工場を増設（第二期工事）。
- 1985年8月 - 本社・検品場完成。
- 1986年12月 - 株式会社ヤスノリ東予工場新設（サイジング）。
- 1987年8月 - 株式会社ヤスノリ東予工場・染晒工場の無人化に成功
- 1988年1月 - 株式会社ヤスノリ東予工場増設（第一期工事）。
- 1990年
  - 5月 - 新流通センター完成。株式会社ヤスノリ東予工場増設（第二期工事）。
  - 9月 - 協同組合イチヒロを設立。
- 1991年
  - 3月 - 協同組合イチヒロ本社工場新設（縫製）。
  - 5月 - 協同組合イチヒロ東予工場新設（プリント）。協同組合イチヒロ・丸井染工株式会社新商品開発センター新設。
- 1992年
  - 7月 - 東京営業所を開設
  - 8月 - 大連一広毛巾有限公司を設立。
- 1994年
  - 7月 - 東予流通センター新設。
  - 12月 - 株式会社タオル美術館設立。
- 1997年
  - 4月 - 大阪営業所を開設。
  - 12月 - 「一広株式会社」に社名を変更。
- 2000年4月 - タオル美術館ASAKURAがオープン
- 2003年 - 小原株式会社を子会社化。
- 2005年9月 - 一広ベトナムを設立。
- 2007年2月 - 国安センター設立（株式会社ヤスノリ工場内）。
- 2008年10月 - タオル美術館ASAKURAをタオル美術館ICHIHIROに名称変更。
- 2010年4月 - タオル美術館ICHIHIROが通信販売開始。
- 2013年 - 織機12台を導入、生産能力を3割増強[4][5]
- 2020年8月 - 小原株式会社と株式会社タオル美術館を統合し、新会社「株式会社タオル美術館」としてスタート
- 2021年1月 - 川辺株式会社を子会社化[6]。
- 2025年6月 - 株式会社橘屋からタオル事業を継承[7]。

## 不祥事
2015年12月、四国タオル工業組合（現・今治タオル工業組合）の抜き打ち検査とその後の調査で、吸水性などの品質基準値を満たしておらず「今治タオル」の認証を受けることができない20種類の商品に、別の商品用として得た同ブランドのロゴを付けたタオルを全国に少なくとも35万枚以上出荷していたことが判明した。
会社側は担当者が多忙を理由に検査に出していなかったと釈明し、該当商品を回収した。
このため、同社製品に「今治タオル」ブランドマークを使用することが禁じられ、2016年2月に同組合を脱退した。以降は「今治製タオル」「今治・国産タオル」などの名称を用いるようになった。

## 事業所
- 本社 - 愛媛県今治市八町西4丁目1-6

営業本部

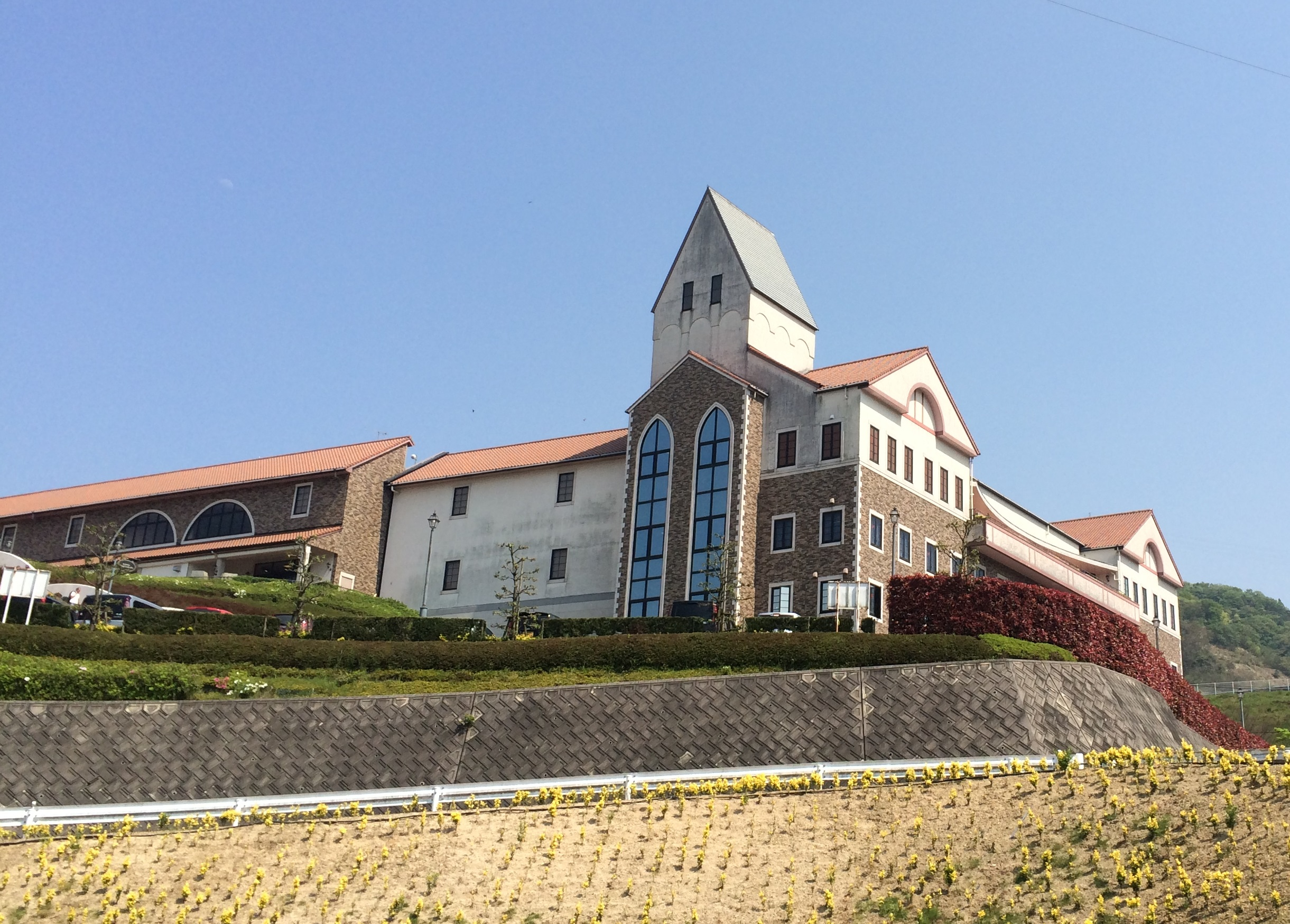
タオル美術館ICHIHIRO

- 東京営業所 - 東京都新宿区四谷4-16-3　川辺新宿御苑前ビル4F

管理部
- 愛媛県今治市朝倉上乙1104

物流部
- 流通センター - 愛媛県今治市郷新屋敷町4丁目1-45
- 国安センター - 愛媛県西条市国安1273-8
- 国分センター - 愛媛県今治市国分1丁目8-55
- 東村倉庫 - 愛媛県今治市東村南1丁目10-33

観光事業部・通販事業・研究開発室
- タオル美術館ICHIHIRO - 愛媛県今治市朝倉上甲2930

### 製造拠点
- TTL
  - 朝倉工場 - 愛媛県今治市朝倉上乙1104
  - 東予工場 - 愛媛県西条市国安1273-8
- 一広ベトナム（ベトナム工場）
- 大連一広毛巾有限公司（大連工場）

## グループ会社
- 協同組合イチヒロ（実習生受入）
- 川辺株式会社（繊維商品卸、東証スタンダード上場）
- 株式会社タオル美術館（タオル販売）
- 株式会社TTL（タオル製造）
- 株式会社ミツクラ（不動産管理）
- 大連一広毛巾有限公司（タオル製造販売）
- 一広ベトナム（タオル製造）